# 부여 화성리 오층석탑
화성리 오층석탑(花城里 五層石塔)은 충청남도 부여군 외산면에 있는 고려시대의 오층석탑이다. 1984년 5월 17일 충청남도의 문화재자료 제89호로 지정되었다.

## 참고 자료
- 화성리오층석탑 - 국가유산청 국가유산포털